# Pthiridae
Pthiridae – rodzina skórnych pasożytów ssaków należących do rzędu Phthiraptera. Powodują chorobę zwaną wszawicą. 
Pthiridae stanowią rodzinę składającą się obecnie 1 rodzaju.:
- Phthirus(inne języki)
  - Wesz łonowa (Phthirius pubis) – pasożyt człowieka
  - Phthirius gorillae – pasożyt goryli